# ジェラルド・ジェイ・サスマン
ジェラルド・ジェイ・サスマン（英語: Gerald Jay Sussman、1947年2月8日 - ）は、マサチューセッツ工科大学 (MIT) 電気工学教授である。1968年にS.B.を1973年にPh.D.（両方とも数学）をMITで取得している。1964年よりMITにて人工知能研究に携わっており、彼の研究はプロセスの自動化パーツの目標と科学と工学教育のより効果的な方法を提供するための定式化を伴う、科学者、技術者が使用する問題解決戦略に集中している。また、コンピュータアーキテクチャとVLSI設計におけるコンピュータ言語にも携わっている。

## 学業
サスマンはかつてMITで使用されていた計算機科学入門教科書の共同執筆者（他にハル・アベルソン、ジュリー・サスマン）でありこの教科書はStructure and Interpretation of Computer Programs（計算機プログラムの構造と解釈）として複数の言語に翻訳された。
彼は、ほとんど正しい計画をデバッグすることによる問題解決や電気回路の解析と合成に適用される制約の伝播、依存関係に基づく解釈と同じく依存関係に基づくバックトラック、問題解決戦略を展開するための数種類の言語構成によってを含む人工知能に貢献している。また1975年にかつての教え子だったガイ・スティール・ジュニアと共にSchemeプログラミング言語を開発した。
サスマンの人工知能アイデアはCADに活かされており、自身の卒業生と共にVLSIのための洗練されたCADツールを開発した。1978年にスティールは初のSchemeチップを製作し、それらをサポートするためのこれらのアイデアやAIに基づくCAD技術は1979年と1981年にSchemeチップでさらに開発された。サスマンはDigital Orreryの主任設計者として、軌道力学実験向けに高精度な積分を行う計算機を設計した。このOrreryはAIに基づくシミュレーションやコンパイルツールを使って数ヶ月の間で数人の手によって設計・構築された。
Digital Orreryの使用においてサスマンはジャック・ウィズダムと共に外惑星における無秩序な動きの数値的証拠を発見することに携わった。Digital Orreryは現在引退しスミソニアン博物館で展示されている。サスマンはスーパーコンピュータツールキットという常微分方程式の進化するシステム用に最適化された別のMultiprocessorコンピュータの主任設計者も務め、ウィズダムとの使用ではDigital Orreryとの併用で惑星系全体に関する発見の確認と拡大を行った。
またサスマンは電気回路と信号とシステムに関する教育科目に方法論的思考を伝えるために計算記述の使用を開拓した。過去10年間にサスマンとウィズダムは先進的な古典力学のより深い理解を伝えるための計算手法を開発していた。『Computer Science: Reflections on the Field, Reflections from the Field』にて彼は「...計算アルゴリズムは力学現象の解析に使用される方法を表現するために使用される。コンピュータ言語で方法を表現することは明確かつ計算上有効にすることを強制する。学生達にはプログラムを読み、それらを拡大し、新たなプログラムを書いてくれることを期待する。コンピュータで実行可能なプログラムのような方法を決める作業やプログラムのデバッグは学習プロセスにおいて強力な練習である。また、一度定式化された手続き上の数学的アイデアは直接結果を計算するのに使用出来るツールになる。」と書いている。サスマンとウィズダムはマインハルト・メイヤーと共にこれらの新しいアイデアを収載したStructure and Interpretation of Classical Mechanics（古典力学の構造および解釈）を著した。
サスマンとアベルソンはまたフリーソフトウェア財団での取締役を務めるなど自由ソフトウェア運動にとって欠かせない人物であり、財団設立前はMIT/GNU Schemeという自由ソフトウェアを公開している。

## 受賞と所属
計算機科学教育への貢献が讃えられ、サスマンは1990年にACMのKarl Karlstrom Outstanding Educator Awardを、1991年にアマー・G・ボーズ教育賞を受賞した。
フリーソフトウェア財団設立時から現在まで取締役を務めているのはサスマンとハル・アベルソン、リチャード・ストールマンのみである。
サスマンはIEEEフェロー、全米技術アカデミー会員、アメリカ人工知能学会フェロー、Association for Computing Machineryフェロー、アメリカ科学振興協会フェロー、ニューヨーク科学アカデミーフェロー、アメリカ芸術科学アカデミーフェローに選出されている。また保証付きの錠前屋でもあり、American Watchmakers-Clockmakers Instituteの終身会員、Massachusetts Watchmakers-Clockmakers Association、Amateur Telescope Makers of Boston、アメリカ無線中継連盟それぞれの会員でもある。